# Шахтинская централизованная библиотечная система
Коммунальное государственное учреждение «Шахтинская Централизованная библиотечная система», сокращённо КГУ «Шахтинская ЦБС», объединяет 8 библиотек: Центральная городская библиотека имени Бухар Жырау и 7 библиотек-филиалов, 2 из которых являются модельными.
4 библиотеки-филиала обслуживают взрослое и детское население, 2 только взрослое и 2 библиотеки являются детскими.
Услугами ЦБС пользуются 25000 жителей города Шахтинска и посёлков региона: Долинка, Новодолинский, Шахан. 

Ежегодно библиотеки Шахтинской ЦБС выдают жителям города более 500 тыс. книг.

## История
Первая библиотека в городе Шахтинск появилась в 1961 году. Для неё было собрано шесть тысяч книг, разместилась она в тресте «Тентекшахтострой». Заведующей библиотекой стала Любовь Матвеевна Костельцева.
Образование и развитие государственных библиотек Шахтинского региона относятся к 1961—1975 годам.
За этот период было открыто 16 государственных библиотек: 10 массовых и 6 детских. Из них — 10 библиотек в г. Шахтинске, 5 в пос. Шахан и 1 в пос. Долинка.
1 апреля 1976 года библиотеки региона были объединены в Шахтинскую централизованную библиотечную систему. В её состав вошли 16 библиотек: Центральная городская библиотека с развернутой структурой: организационно-методический отдел, отдел комплектования и обработки литературы, отдел обслуживания читателей, отдел единого книжного фонда, отдел нестационарных форм обслуживания и информационно-библиографический отдел, Центральная детская библиотека и 14 библиотек-филиалов.
Создан единый каталог книжного фонда ЦБС, насчитывающий 252,7 тыс. экземпляров печатных изданий.
Первый директор Шахтинской централизованной библиотечной системы стала Барабаш Александра Дмитриевна.

## Директора
- 1976—1987 — Барабаш Александра Дмитриевна (1939−1992);
- 1987—2010 — Насаткова Татьяна Васильевна;
- 2010—2012 — Мусенова Надежда Васильевна;
- С марта 2012 Калинина Ирина Алексеевна.

## Публикации
- Ильина О. Новая эра печатной книги Архивная копия от 5 марта 2016 на Wayback Machine: о работе библиотек города // Шахтинский вестник. — 2013. — 19 июл. — С.8;
- Михеева, Г. В. Библиотека и предпринимательство: модели взаимодействия / Г. В. Михеева // Кітапхана әлемі=Мир библиотеки. — 2012. — № 4. — С. 41-45.;
- Мусенова, Н. Книга — наша жизнь: к 30 летию Шахтинской ЦБС // Шахтинский вестник. — 2006. — 7 апр. — С.2;
- Насаткова, Т. В. Шахтинск библиотечный: [о первых библиотекарях города ] // Шахтинский вестник.- 2006. — 27 окт. — С.3;
- Насаткова, Т. Неиссякаемый источник знаний: о работе Шахтинской ЦБС // Шахтинский вестник. — 2004. — 23 янв. — С.2;
- Тасмасыс Н. С. Счастливое число: к 20 летию открытия Центральной городской библиотеки им. Бухар жырау // Шахтинский вестник. — 2013. — 6 сент. — С.6.